# Ixora oreogena
Ixora oreogena là một loài thực vật có hoa trong họ Thiến thảo. Loài này được S.T.Reynolds & P.I.Forst. mô tả khoa học đầu tiên năm 2006.